# Izaac Kennedy
Izaac Kennedy (Gold Coast, 24 oktober 2000) is een Australisch BMX'er. Zijn grootste succes tot nu toe is winst in het wereldbekercircuit in 2024 en een zilveren medaille tijdens het wereldkampioenschap in 2025.

## Levensloop
Kennedy begon op driejarige leeftijd met BMX bij de Nerang BMX Club. Toen hij negen was eindigde hij op het wereldkampioenschap als vierde in zijn leeftijdscategorie. 
Zijn eerste grote succes bij de elite-rijders boekte Kennedy in 2019 toen hij Australisch kampioen werd. In datzelfde jaar haalde hij voor de eerste keer het podium bij een wereldbekerwedstrijd. In 2021 prolongeerde Kennedy zijn nationale titel, waarmee hij de eerste Australiër was die dat in twintig jaar tijd voor elkaar kreeg. In datzelfde jaar haalde hij de finale van het wereldkampioenschap, maar eindigde daar slechts als zevende.
In de jaren daarna ontwikkelde Kennedy zich verder. In 2022 eindigde hij in de strijd om de wereldbeker als derde. Het seizoen 2022/23 ging deels verloren als gevolg van een knieblessure, maar in 2024 won Kennedy de wereldbeker, waarbij hij de wedstrijd in Brisbane won. Bij de Wereldkampioenschappen in 2024 brak hij zijn pols. Twee maanden later behaalde Kennedy de finale van de Olympische Spelen in Parijs. Tijdens de finale kwam de Australiër in de eerste bocht zwaar ten val waardoor hij niet finishte.
Een jaar later nam Kennedy revanche op zijn mislukte Olympische finale door in het Deense Kopenhagen zilver te winnen tijdens de wereldkampioenschappen.